# ريزدنت إيفل: مرحبا بكم في مدينة الراكون
ريزدنت إيفل: مرحبا بكم في مدينة الراكون (بالإنجليزية: Resident Evil: Welcome to Raccoon City)‏ هو فيلم رعب بقاء صدر عام 2021 من تأليف وإخراج يوهانس روبرتس . تدور قصة الفيلم إلى الجزء الثاني من سلسلة الالعاب ريزدنت إيفل فهي بمثابة ريبوت لسلسلة أفلام ريزدنت إيفل (سلسلة أفلام)، والتي تستند إلى سلسلة ألعاب الفيديو التي تحمل الاسم نفسه . نجوم الفيلم كايا سكوديلاريو، وروبي أميل، وهانا جون كامين، وآفان جوجيا، وتوم هوبر، وليلي جاو، ونيل ماكدونو ، ودونال لوجو.
تم إطلاق الفيلم في الولايات المتحدة في 24 نوفمبر 2021 بواسطة سوني بيكتشرز.وفاء مرت من هنا

## الممثلون
- كايا سكوديلاريو بدور كلير ريدفيلد أخت كريس الصغرى وتقوم بالتحقيق عن شركة المظلة (امبريلا).
- هانا جون كامين بدور جيل فالنتاين عضو في بفرقة النجوم قسم ألفا وشريك كريس.
- روبي أميل بدور كريس ريدفيلد شقيق كلير الأكبر وعضو في فرقةالنجوم الذي تم إرساله للتحقيق في قصر سبنسر.
- توم هوبر (ممثل) بدور ألبرت ويسكر عضو في فريق النجوم قسن الفا، يعمل البرت عميل مزدوج لشركة منافسة.
- آفان جوجيا بدور ليون س. كينيدي ، مبتدئ في إدارة شرطة مدينة الراكون (RPD) الذي يتعاون مع كلير وآيرونز للهروب من المدينة.[6]

## روابط خارجية
- ريزدنت إيفل: مرحبا بكم في مدينة الراكون على موقع IMDb (الإنجليزية)
- ريزدنت إيفل: مرحبا بكم في مدينة الراكون على موقع ميتاكريتيك (الإنجليزية)
- ريزدنت إيفل: مرحبا بكم في مدينة الراكون على موقع روتن توميتوز (الإنجليزية)
- ريزدنت إيفل: مرحبا بكم في مدينة الراكون على موقع ألو سيني (الفرنسية)
- ريزدنت إيفل: مرحبا بكم في مدينة الراكون على موقع أول موفي (الإنجليزية)
- ريزدنت إيفل: مرحبا بكم في مدينة الراكون على موقع فيلمافينيتي (الإسبانية)
- ريزدنت إيفل: مرحبا بكم في مدينة الراكون على موقع قاعدة بيانات الفيلم (الإنجليزية)
- ريزدنت إيفل: مرحبا بكم في مدينة الراكون على موقع ليتربوكسد (الإنجليزية)
- ريزدنت إيفل: مرحبا بكم في مدينة الراكون على موقع كينوبويسك (الروسية)